# Enrique Laroza
Enrique Laroza Lestonnat (Lima, 25 de marzo de 1882-Oceanside, California, 6 de marzo de 1948) fue un ingeniero minero y electricista, docente y político peruano. Fue ministro de Educación Pública de 1943 a 1945, durante el primer gobierno de Manuel Prado Ugarteche; así como director de la Escuela Nacional de Ingenieros, de 1934 a 1943.

## Biografía
Nació en Lima, siendo sus padres Ernesto Laroza y Cora Lestonnat. Cursó sus estudios escolares en el Colegio del Espíritu Santo y en el Instituto Científico de José Granda. Ingresó luego a la Escuela Nacional de Ingenieros (actual Universidad Nacional de Ingeniería) donde se tituló de ingeniero de minas en 1903, con su tesis Un problema sobre explotación de minas y metalurgia.
El gobierno lo premió con un viaje de perfeccionamiento a Europa. En 1907 obtuvo su título de ingeniero electricista en el Instituto Electrotécnico de Montefiore, anexo a la Universidad de Lieja. Visitó los más importantes centros mineros, manufactureros e industriales del continente europeo. Pasó luego a los Estados Unidos, donde asistió a los cursos de Geología de la Universidad de Columbia. Recorrió dicho país y llegó hasta México, visitando sus centros mineros.
En 1908 regresó al Perú y empezó a trabajar en diversos asientos mineros. En 1910 pasó a formar parte de la plana docente de la Escuela Nacional de Ingenieros. Allí, en colaboración con el director, inauguró en 1911 la sección de ingenieros electricistas. También empezó a dictar cursos en la Escuela Militar de Chorrillos y en la Escuela Nacional de Agricultura y Veterinaria (actual Universidad Nacional Agraria La Molina).
En 1934 fue nombrado director de la Escuela Nacional de Ingenieros, función que ejerció durante diez años, dejando profunda huella en la trayectoria de dicho centro de estudios.
En 1942, invitado por el Departamento de Estado de los Estados Unidos, visitó en misión de estudio las principales universidades de dicho país.
En 1943, bajo el primer gobierno de Manuel Prado Ugarteche, fue nombrado ministro de Educación Pública, cargo que ejerció hasta el término de dicho gobierno en 1945.
Víctima de una enfermedad, falleció el 6 de marzo de 1948 en un sanatorio de Oceanside, California.

## Publicaciones
Publicó numerosos artículos, principalmente en Informes y Memorias de la Sociedad de Ingenieros del Perú. De entre ellos destacan los referentes al estudio de las corrientes alternas por medio de las cantidades imaginarias; así como artículos dedicados a problemas básicos relacionados con la educación. 
En 1940 publicó un Curso de electrotécnica general.